# Ojczym (film 1987)
Ojczym (ang. The Stepfather) – amerykański dreszczowiec z 1987 roku w reżyserii Josepha Rubena luźno oparty na życiu seryjnego mordercy Johna Lista. W głównej roli wystąpił w nim Terry O’Quinn, który za tytułową postać zdobył nominację do nagród Saturna i Independent Spirit. W 2009 roku powstał remake filmu pod tym samym tytułem.

## Fabuła
W Baltimore niejaki Henry Morrison bestialsko morduje swoją rodzinę i po zmianie wyglądu opuszcza miasto. 13 miesięcy później pracuje w Oakridge pod nazwiskiem „Jerry Blake” jako agent nieruchomości i jest drugim mężem owdowiałej Susan Maine. Jego pasierbica – 16-letnia Stephanie nie mogąca w stanie się pogodzić ze śmiercią ojca sprawia problemy w szkole do tego stopnia, że zostaje z niej wyrzucona. Stephanie nie akceptująca Jerry’ego rozważa szkołę z internatem. Choć oboje utrzymują ze sobą dobre relacje, Stephanie odczuwa w ojczymie coś niepokojącego, w tym jego obsesję na punkcie idealnej rodziny.
Tymczasem w Baltimore Jim Ogilvie, brat zamordowanej poprzedniej żony Jerry’ego/Henry’ego, chce go dopaść, po tym jak policja umorzyła śledztwo z powodu nieodnalezienia sprawcy. Na przyjęciu sąsiedzkim Jerry dowiaduje się, że gazety wciąż piszą o jego zbrodni. Stephanie poproszona o przyniesienie lodów, w piwnicy jest świadkiem jak Jerry dostaje napadu szału, który tłumaczy napiętą atmosferą i zachowaniem pozorów. Stephanie znajduje gazetę z opisem zbrodni i po sprawdzeniu kilku innych gazet zaczyna podejrzewać, że Jerry stoi za zbrodnią, jako że zaczął spotykać się z matką zaraz po jej dokonaniu. Jej przyjaciółka – Karen jest sceptyczna. Stephanie wysyła list do gazety w Seattle o przysłanie zdjęcia Morrisona pod pretekstem pisania pracy domowej o mordercach.
Stephanie na spotkaniu ze swym terapeutą – doktorem Bondurantem zwierza się z planów o internacie. Bondurant mówi jej, że czasem ucieczka to najlepsze rozwiązanie. Słysząc od niej, że Jerry ma obsesję na punkcie rozdzielenia rodziny, proponuje rozmowę z nim. Jerry znajduje list z Seattle do Stephanie, w którym jest jego zdjęcie jak nazywał się Morrison. Na osobności Jerry wścieka się i rozważa zamordowanie Stephanie. Po ochłonięciu odmawia spotkania się z Bondurantem. Tymczasem Ogilvie spotyka się z porucznikiem policji Wallem, który informuje że „Henry Morrison” nie jest prawdziwym nazwiskiem mordercy, który wcześniej dokonywał podobnych zbrodni. Wciąż jednak jest nieuchwytny. Wall sugeruje, żeby Ogilvie zabił Morrisona.
Jerry załatwia przywrócenie Stephanie do szkoły. Pasierbica jest mu za to wdzięczna, ale wciąż nie daje jej spokoju zachowanie w piwnicy oraz fakt, że nie chciał się spotkać z Bondurantem. Terapeuta umawia się z Jerrym pod pozorem kupna domu. Otrzymujący zbyt dużo osobistych pytań Jerry domyśla się, że Bondurant nie jest tym za kogo się podaje i w morderczym szale zabija i pozoruje jego śmierć w wypadku samochodowym. Uprzednio Jerry podmienia zdjęcie w liście Stephanie, by oddalić od siebie podejrzenie. Wkrótce Jerry ma kolejny wybuch agresji, gdy oskarża wracającego ze Stephanie jej przyjaciela, Paula o próbę gwałtu. Dochodzi do sprzeczki Susan z córką oskarżającą ojczyma o bycie psychopatą. Po chwili Susan uznaje, że Jerry zaprzepaścił polepszające się relacje z pasierbicą.
Następnego dnia Jerry zwalnia się z pracy i zatrudnia się w Rosedale jako agent ubezpieczeniowy pod innym wyglądem i nazwiskiem Bill Hodgkins, planując zabójstwo swej aktualnej rodziny. Tymczasem Ogilvie dowiaduje się, gdzie przeniósł się Jerry i dociera do Oakridge otrzymawszy indeks akt małżeńskich. Stephanie odwiedzając biuro Bonduranta odkrywa na jego biurku zapisane nazwisko Jerry’ego. Ogilvie lokalizuje dom Susan, jednak Jerry jest nieobecny. Informuje Susan, że jest dawnym znajomym jej męża i prosi o spotkanie z nim.
Susan dzwoniąc do agencji nieruchomości odkrywa, że Jerry już tam nie pracuje. Wracający do Oakridge Jerry zostaje przyłapany na kłamstwie przez Susan, gdy myli swe tożsamości. Jerry zrzuca Susan do piwnicy sądząc, że jest martwa i planuje zabić Stephanie. Ogilvie upewniwszy się, że Jerry to Henry Morrison, dociera do jego domu, lecz Jerry zabija go. Stephanie przybyła do domu musi walczyć z Jerrym chcącym ją zabić. Już ma to zrobić, gdy Susan postrzeliwuje go z pistoletu Ogilviego. Stephanie dopełnia dzieła godząc Jerry’ego w serce. Jakiś czas później Stephanie ścina karmnik, który ona i jej ojczym wspólnie zbudowali.

## Obsada
- Terry O’Quinn jako Gerald „Jerry” Blake / Henry Morrison / Bill Hodgkins
- Jill Schoelen – Stephanie Maine
- Shelley Hack – Susan Maine
- Stephen Shellen – Jim Ogilvie
- Charles Lanyer – dr A. Bondurant
- Stephen E. Miller – Al Brennan
- Robyn Stevan – Karen
- Jeff Schultz – Paul Baker
- Blu Mankuma – por. policji Jack Wall
- Gabrielle Rose – Dorothy Rinehard
- Jackson Davies – Chesterton
- Gillian Barber – Annie Barnes
- Sheila Paterson – dr B. Faraday

## Nagrody i nominacje
| Rok  | Nagroda                         | Kategoria                                | Nominowani                               | Wynik     |
| ---- | ------------------------------- | ---------------------------------------- | ---------------------------------------- | --------- |
| 1988 | Nagroda im. Edgara Allana Poego | Najlepszy film                           | Donald Edwin Westlake                    | Nominacja |
| 1988 | Saturn                          | Najlepszy aktor                          | Terry O’Quinn                            | Nominacja |
| 1988 | Independent Spirit Awards       | Najlepsza główna rola męska              | Terry O’Quinn                            | Nominacja |
| 1988 | Young Artist Award              | Najlepsza młoda aktorka w filmie grozy   | Jill Schoelen                            | Nominacja |
| 1988 | Young Artist Award              | Ulubiony horror / dramat dla nastolatków | Ulubiony horror / dramat dla nastolatków | Nominacja |